# Presidente del Presídium del Sóviet Supremo de la RSFS de Rusia
El Presidente del Presídium del Sóviet Supremo de la RSFS de Rusia era el máximo líder de la República Socialista Federativa Soviética de Rusia entre 1938 y 1991. Durante el período de existencia de la Unión Soviética era la máxima autoridad en la RSFS de Rusia, debido a que a diferencia del resto de las repúblicas soviéticas, la RSFSR no tenía a su propio secretario general del partido comunista como líder ejecutivo. Es el cargo antecesor del de Presidente de Rusia.

## Lista
| Imagen | Imagen | Nombre                                                                         | Inicio                  | Fin                     | Partido político |
| ------ | ------ | ------------------------------------------------------------------------------ | ----------------------- | ----------------------- | ---------------- |
|        |        | Alekséi Badáiev                                                                | 19 de julio de 1938     | 4 de marzo de 1944      | PCUS             |
|        |        | Iván Vlásov (en funciones)                                                     | 9 de abril de 1943      | 4 de marzo de 1944      | PCUS             |
|        |        | Nikolái Shvérnik                                                               | 4 de marzo de 1944      | 25 de junio de 1946     | PCUS             |
|        |        | Iván Vlásov                                                                    | 25 de junio de 1946     | 7 de julio de 1950      | PCUS             |
|        |        | Mijaíl Tarásov                                                                 | 7 de julio de 1950      | 16 de abril de 1959     | PCUS             |
|        |        | Nikolái Ignátov                                                                | 16 de abril de 1959     | 26 de noviembre de 1959 | PCUS             |
|        |        | Nikolái Orgánov                                                                | 26 de noviembre de 1959 | 20 de diciembre de 1962 | PCUS             |
|        |        | Nikolái Ignátov                                                                | 20 de diciembre de 1962 | 14 de noviembre de 1966 | PCUS             |
|        |        | Puesto vacante (Ejercen los vicepresidentes: Timoféi Ajázov and Piotr Sysóiev) | 14 de noviembre de 1966 | 23 de diciembre de 1966 | PCUS             |
|        |        | Mijaíl Yasnov                                                                  | 23 de diciembre de 1966 | 26 de marzo de 1985     | PCUS             |
|        |        | Vladímir Orlov                                                                 | 26 de marzo de 1985     | 3 de octubre de 1988    | PCUS             |
|        |        | Vitali Vorotnikov                                                              | 3 de octubre de 1983    | 29 de mayo de 1990      | PCUS             |

- Borís Yeltsin (mayo de 1990 - 10 de julio de 1991)[Nota 1]
- Ruslán Jasbulátov (10 de julio de 1991 - octubre de 1993)[Nota 2]